# Kimo bruk
Kimo bruk (finska: Kimon ruukki) var ett järnverk i Kimo som grundades år 1702 av 
Petter Heijke som vid den tiden också ägde Finlands första järnverk i Orisberg i grannkomunen Storkyro. Heijke lät bygga en stångjärnshammare som drevs av vatten från en fors i Kimo å. Järnmalmen skeppades till Oravais från Utö och Herräng gruva i Roslagen och fraktades med häst och kärra till Oravais masugn för att gjutas till 
tackjärn.
Bruket stod stilla under stora ofreden men återupptog verksamheten år 1723. Det utökades med ytterligare en hammare år 1732 och med en masugn år 1736.

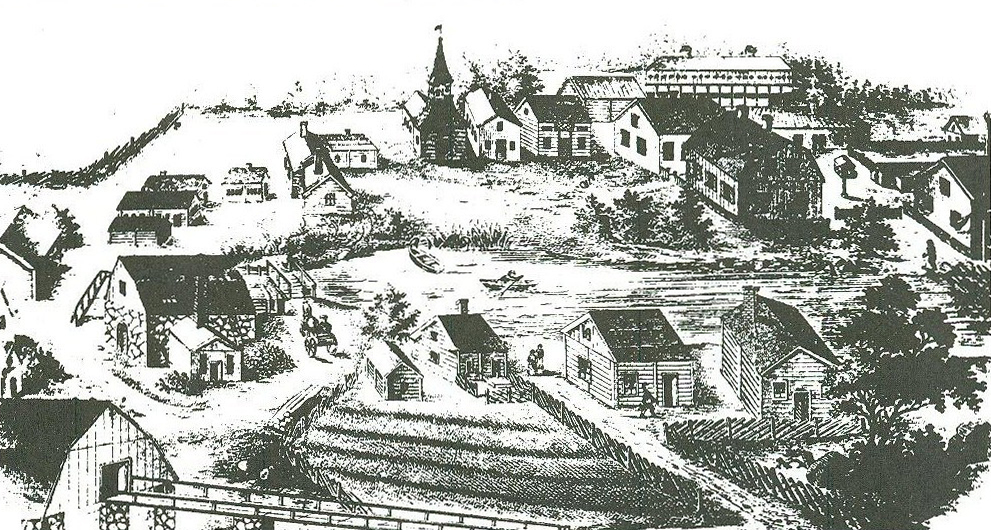
Nedre hammaren vid Kimo bruk ca 1860.

År 1791 anlades en smedja vars ruiner fortfarande finns kvar. Kimo Bruk var på den tiden Finlands mest produktiva järnbruk. Järnet fraktades med egna skutor till Stockholm varifrån det exporterades till resten av Europa.
Bruket bytte ägare flera gånger och 1885 såldes masugnsbyggnaden och inrättades till spinneri under namnet Oravais fabrik. Järnhanteringen lades ned 1891 och  hammarsmedjorna byggdes om till sågverk och kvarn. År 1922 anlades ett kraftverk. Sågverket och kvarnen var i drift till 1962 och därefter anlades en minkfarm på platsen. 
Den gamla bruksmiljön har bevarats.
Sedan 1986 spelas utomhusteater på platsen varje sommar. Det är vanligen historiska pjäser skrivna av dramatiker med anknytning till lokalsamhället.